# Crabier malais
Ardeola speciosa
Espèce
Statut de conservation UICN

 LC  : Préoccupation mineure

Crabiers malais dans les rizières balinaises

Le Crabier malais (Ardeola speciosa) est une espèce d'oiseaux de la famille des hérons (Ardeidae). Il se rencontre dans les zones humides d'Asie du Sud-Est. Son régime alimentaire est constitué d'insectes, de poissons et de crabes.

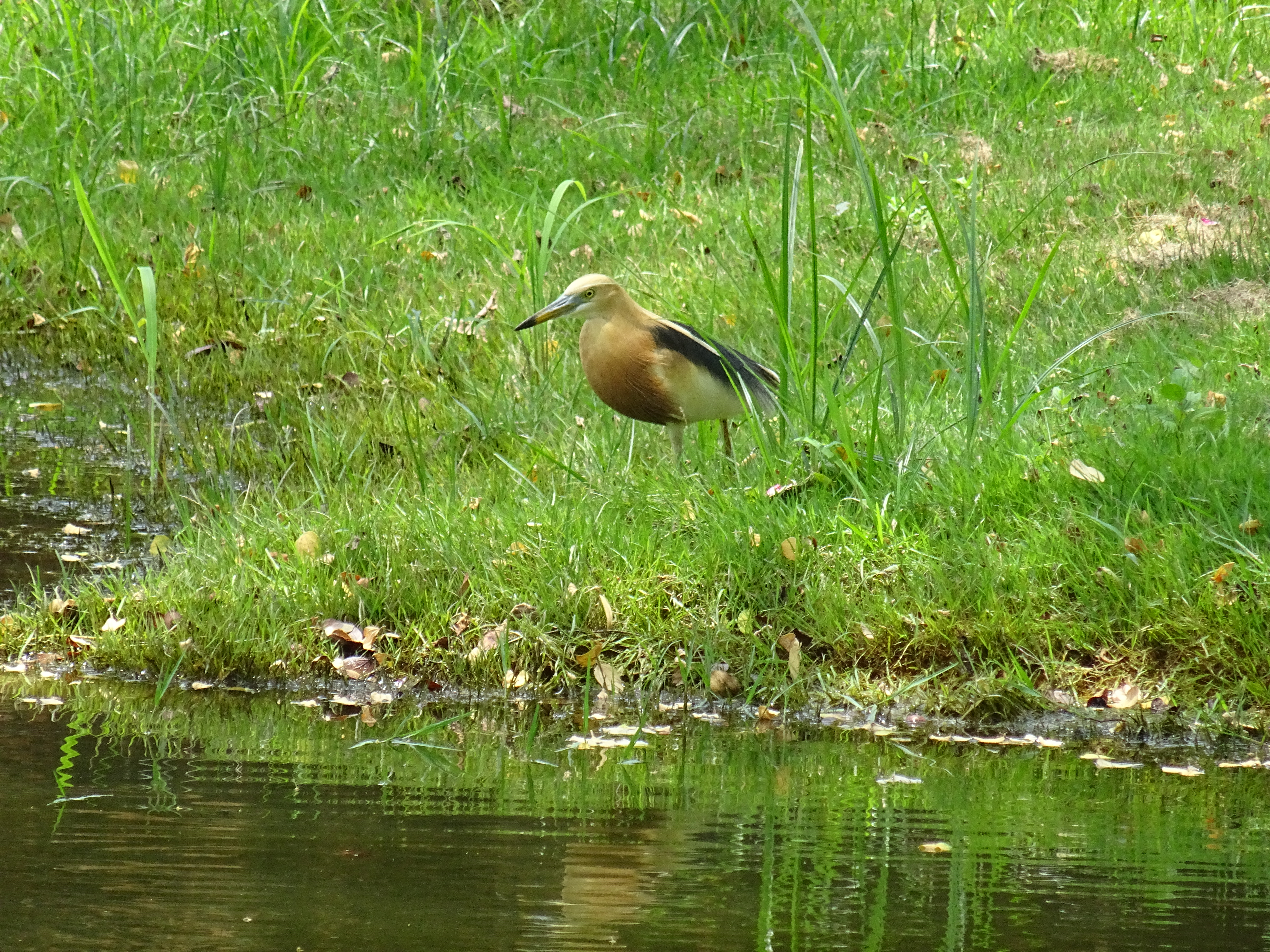
Crabier malais à Ayutthaya

## Répartition

résident permanent
non nicheur

### Sous-espèces
D'après la classification de référence (version 14.1, 2024) de l'Union internationale des ornithologues, le Crabier malais possède 2 sous-espèces (ordre philogénique) :
- Ardeola speciosa continentalis Salomonsen, 1933 ;
- Ardeola speciosa speciosa (Horsfield, 1821).